# فیلیپ دورن
فیلیپ دورن (هلندی: Philip Dorn؛ ۳۰ سپتامبر ۱۹۰۱ – ۹ مهٔ ۱۹۷۵)، که گاه با نام فریتز ون دونگن (به هلندی: Fritz van Dungen) از او یاد می‌شد؛ یک هنرپیشه، و بازیگر سینمای اهل هلند بود که به‌طور حرفه‌ای در هالیوود مشغول به کار بود. وی بین سال‌های ۱۹۳۴ تا ۱۹۵۵ میلادی فعالیت می‌کرد.
از فیلم‌ها یا برنامه‌های تلویزیونی که وی در آن نقش داشته‌است می‌توان به برداشت محصول تصادفی، به یاد می‌آورم مادر، زیرزمین اشاره کرد.

## فیلم شناسی (جزئی)
- عامل دشمن (۱۹۴۰)
- گریز (۱۹۴۰)
- دختر زیگفلد (۱۹۴۱)
- زیرزمین (۱۹۴۱)
- گنج مخفی تارزان (۱۹۴۱)
- برداشت محصول تصادفی (۱۹۴۲)
- تماس دکتر گیلسپی (۱۹۴۲)
- اجتماع در فرانسه (۱۹۴۲)
- تب بلوند (۱۹۴۴)
- گذرگاه مارسی (۱۹۴۴)
- همیشه تو را دوست داشته‌ام (۱۹۴۶)
- به یاد می‌آورم مادر (۱۹۴۸)
- مبارز اهل کنتاکی (۱۹۴۹)
- محموله مهر و موم شده (۱۹۵۱)
- سالتو مرگبار (۱۹۵۳)